# Urban Aeronautics X-Hawk
Urban Aeronautics X-Hawk — турбовентиляторный беспилотный летательный аппарат.
Дрон разработан израильской компанией Urban Aeronautics, которая успешно провела первую серию летных испытаний опытного образца. Предназначен для ведения наблюдения, патрулирования, разведки и корректировки огневой поддержки. Первый полёт совершил в 2008 году. Конструкция аппарата обеспечивает возможность выполнения вертикального взлета и посадки.

## ЛТХ
- 1,5 метра в длину
- 0,8 метра в ширину
- максимальная взлетная масса равна  22 килограммам
- полезная нагрузка - 1,5 килограмма